# Birkenfelder Tongrube
Koordinaten: 49° 38′ 39″ N, 7° 9′ 8″ O

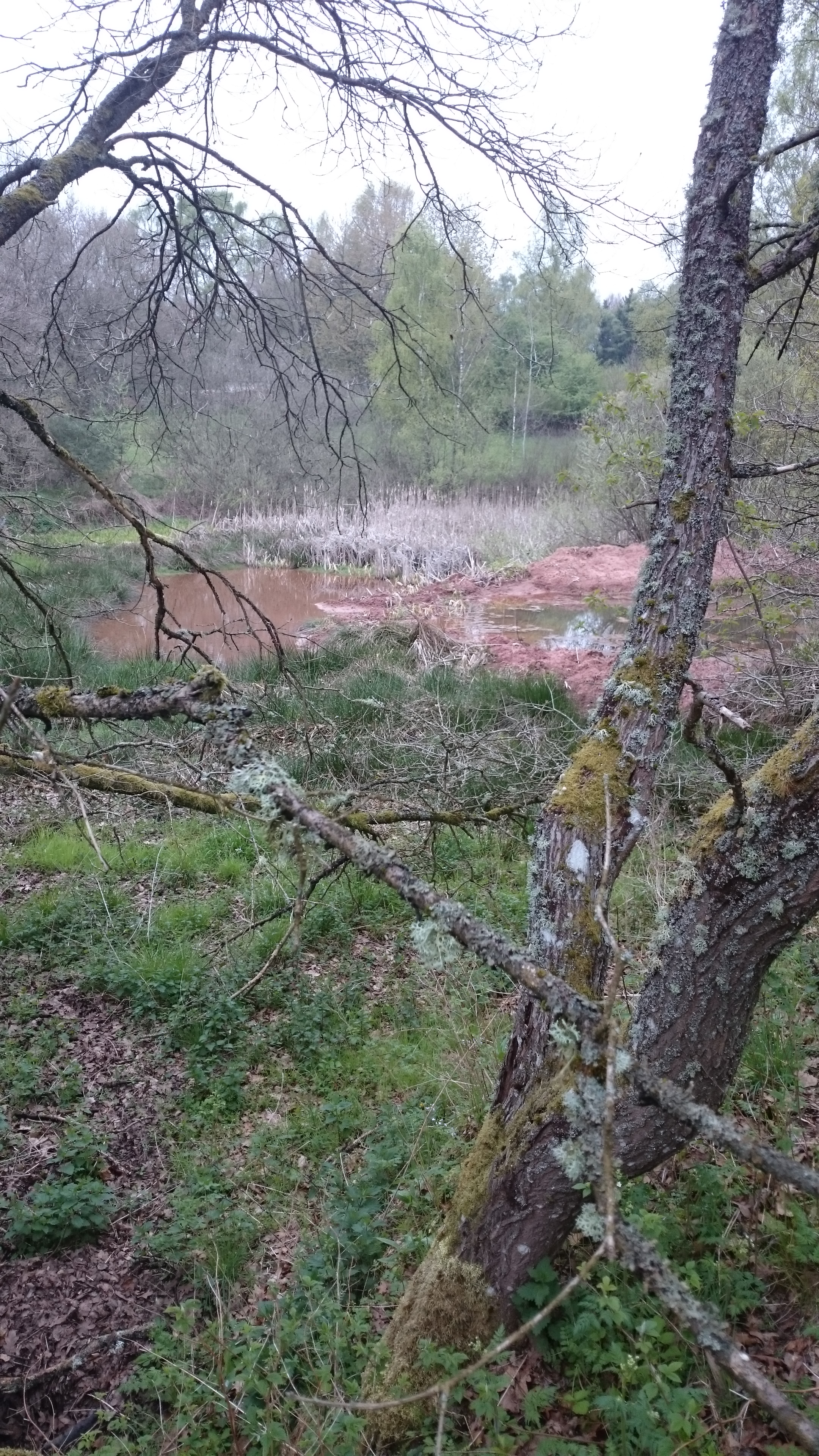
Naturschutzgebiet Birkenfelder Tongrube (Mai 2017)

Das Naturschutzgebiet Birkenfelder Tongrube liegt im Landkreis Birkenfeld in Rheinland-Pfalz. Das 31,6 ha große Gebiet, das mit Verordnung vom 15. Februar 1989 unter Naturschutz gestellt wurde, erstreckt sich direkt am westlichen Stadtrand von Birkenfeld zwischen der östlich verlaufenden B 269 und der Landesstraße L 167 im Norden.